# Dals härad
Dals härad var ett härad i västra Östergötland. Området motsvaras idag av en del av Vadstena kommun. Arealen mätte 139 km², varav land 118 och befolkningen uppgick 1920 till 4 507 invånare. Under medeltiden var Dals och Lysings härader förenade med varandra i judiciellt avseende med tingsställe i Lysings härad. Tingsställe var i slutet under 1600-talet och början av 1700-talet vid Örberga kyrka. Från hösttinget 1729 var Dals härads tingsställe Nyby Gästgivaregård i Väversunda socken för att 1884 flytta till Vadstena. 1907 flyttades det till Motala.

## Namnet
År 1330 skrevs Dalzhæradh, vilket åsyftar dal, med trolig syftning på en tingsplats.

## Geografi
Häradsområdet utgörs av urgammal kulturbygd och har några av Sveriges äldsta stenkyrkor.
Dals härads område ligger vid Östergötlands Vätternkust och omfattar slätten mellan Vadstenaviken och Tåkern samt norra delen av Omberg och kring Mjölnaån. Området utbreder sig runt omkring staden Vadstena. Häradet omfattar det bördiga området sydväst om Vadstena.
Dals härad genomkorsades av den smalspåriga järnvägen Fågelsta-Vadstena-Ödeshögs Järnvägar (FVÖJ), vilken nådde Vättern vid Hästholmen söder om Dals härad.
Häradet största ort är Borghamn.

### Socknar
Dals härad omfattade följande socknar: 
- Herrestads socken
- Källstads socken
- Nässja socken
- Rogslösa socken
- Sankt Pers socken (före 1901 även delar i Aska härad)
- Strå socken (införlivade omkring 1700 Broby socken) (före 1896 även del i Aska härad)
- Väversunda socken
- Örberga socken

Vadstena stad hade till 1948 en egen jurisdiktion (rådhusrätt) varefter den ingick i häradets jurisdiktion.

## Län, fögderier, tingslag, domsagor och tingsrätter
Socknarna ingick i Östergötlands län. Församlingarna tillhör(de) Linköpings stift.
Häradets socknar hörde till följande fögderier:
- 1720–1899 Lysings, Dals och Aska fögderi
- 1900–1917 Aska, Dals och Bobergs fögderi
- 1918–1945 och 1967–1990  Motala fögderi
- 1946–1966 Vadstena fögderi

Häradets socknar tillhörde följande tingslag, domsagor och tingsrätter:
- 1680–1907 (31 augusti) Dals tingslag i 
  - 1680–1707 Lysings (till 1692), Dals och Aska härader domsaga
  - 1708–1746 Dals och Lysings häraders domsaga
  - 1747–1762 Göstrings, Lysings, Dals och Aska härader domsaga
  - 1763–1849 Dals och Lysings häraders domsaga
  - 1850–1907 Aska, Dals och Bobergs domsaga
- 1 september 1907–1970 Aska, Dals och Bobergs tingslag i Aska, Dals och Bobergs domsaga

- 1971–2002 Motala tingsrätt och domsaga
- 2002– Linköpings tingsrätt och domsaga

## Tidiga tingsplatser
Enligt ortnamnsforskaren Thorsten Andersson föreligger följande tingsplatser:
A. Gemensamt för Lysings och Dals härader, belägna i Lysings härad:
- Hästholmen i Västra Tollstads socken 1383–1402
- Haraker 1410–1453
- Vallby i Svanshals socken 1474
- Heda 1543

B. Enligt Dals härads domböcker med tingsplatser i Dals härad:
- Örberga 1603–1727
- Bårstad, Rogslösa socken 1727 (fr o m sommartinget)–1728
- Vadstena 1729 (vinter- och sommarting)
- Nyby (Gästgivaregård), Väversunda socken 1729–1884 (fr o m hösttinget 1729 t o m vintertinget 1884)
- Vadstena (rådhuset) 1884–

## Häradshövdingar
| Ämbetstid | Namn                         | Levnadsperiod |
| --------- | ---------------------------- | ------------- |
| 1354–1360 | Bengt Nilsson                |               |
| 1375–1384 | Harald Bagge                 |               |
| 1393–1416 | Nils Magnusson (Röde)        |               |
| 1432–1453 | Mats Odenkarl                |               |
| 1458–1477 | Sven Petersson (sparre)      |               |
| 1477–1491 | Hans Kruse                   |               |
| 1545–1559 | Arvid Nilsson                | –1583         |
| 1568–1573 | Mårten Jonsson               |               |
| 1578–1581 | Nils Grelsson                |               |
| 1582–1604 | Bengt Knutsson (Hand)        |               |
| 1605–1627 | Christoffer Ribbing          | 1583–1655     |
| 1628–1640 | Isak Henriksson Silfverhielm |               |
| 1678–1688 | Zacharias Rehnberg           |               |
| 1688–1691 | Johan Carl Stiernhöök        |               |
| 1691–1706 | Carl von Rudbeck             | 1657–1747     |
| 1706–1710 | Georg Stierneroos            | 1677–1710     |
| 1710–1716 | Johan Lagerberg              |               |
| 1716–1724 | Johan Lothigius              | 1681–1724     |
| 1724–1737 | Magnus Eneroth               |               |
| 1738–1747 | Carl Stenholm                |               |
| 1747–1763 | Israel Trolle                | 1716–1795     |
| 1763–1772 | Elias Magnus Nordenstolpe    |               |
| 1772–1782 | Anders Jansson               |               |
| 1782–1794 | Carl Jakob von Strokirch     | 1753–1800     |
| 1794–1821 | Ture von Nackreij            | 1759–1821     |
| 1822–1838 | Mattias Weibull              | 1783–1838     |
| 1838–1846 | Jonas Abraham Tornérhielm    | 1798–1877     |
| 1846–1849 | Lars Petter Eneqvist         |               |